# Collegiata di Sant'Ambrogio (Alassio)
La collegiata di Sant'Ambrogio è un luogo di culto cattolico situato nel comune di Alassio, in piazza Sant'Ambrogio, in provincia di Savona. La chiesa è sede dell'omonima parrocchia del vicariato di Alassio della diocesi di Albenga-Imperia.
Adiacente alla parrocchiale è ubicato l'oratorio di Santa Caterina d'Alessandria.

## Storia

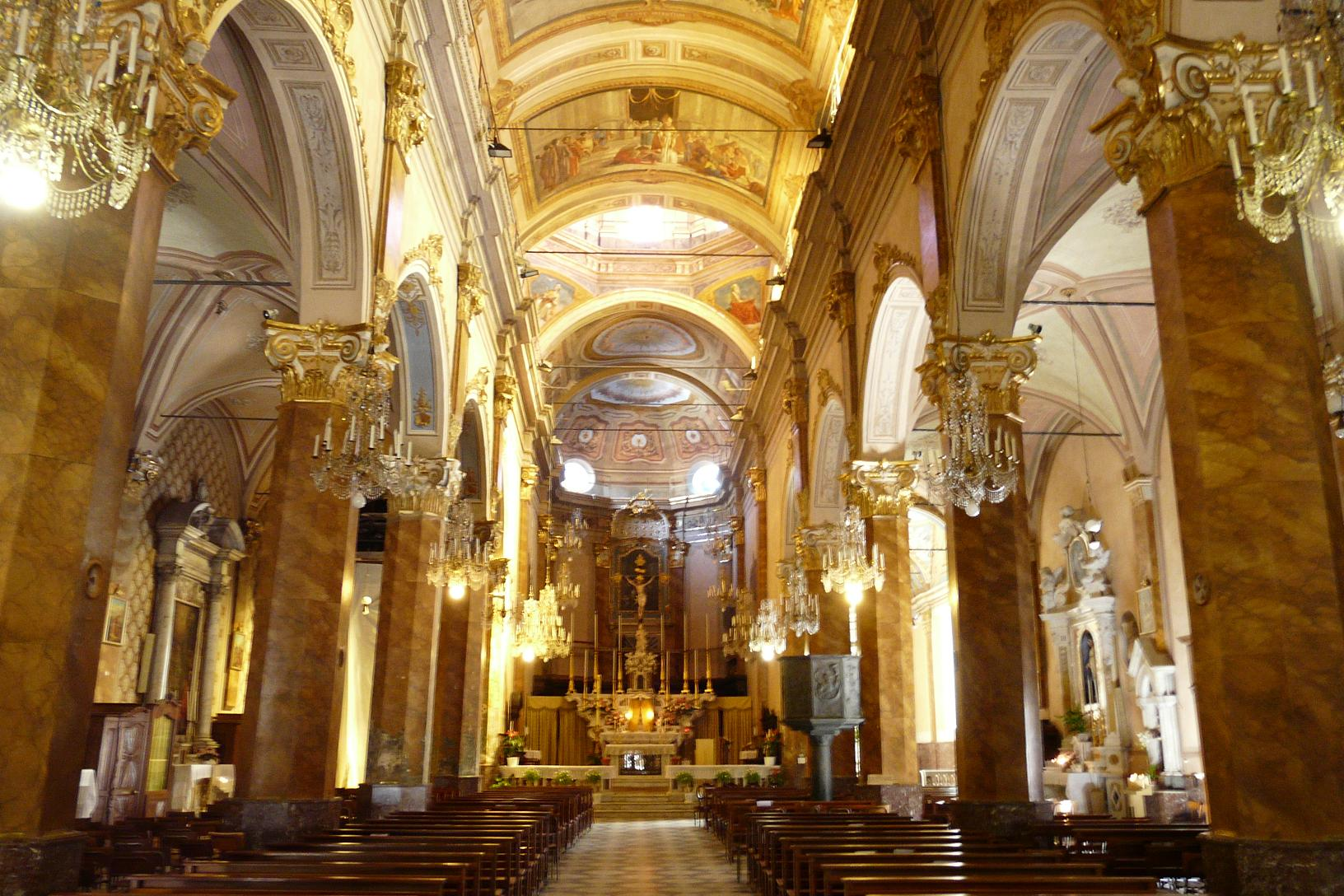
Interno

La chiesa di Sant'Ambrogio venne costruita tra il 1455 e il 1507 nel medesimo luogo di una precedente chiesa dell'XI secolo. Questa, in stile romanico, era caratterizzata da un alto campanile cuspidato romanico-gotico che presentava sulle quattro facce più ordini di bifore e trifore.
La nuova chiesa divenne, per volere di papa Paolo V, collegiata agli inizi del XVII secolo e, per tutto quel secolo e per quello successivo, fu oggetto di vari restauri e rifacimenti, con l'aggiunta di arredi e decorazioni in stile barocco.
Nel 1838, con bolla di papa Gregorio XVI, la collegiata acquisì il titolo di Insigne e, nel 1896, venne costruita la facciata.

## Descrizione

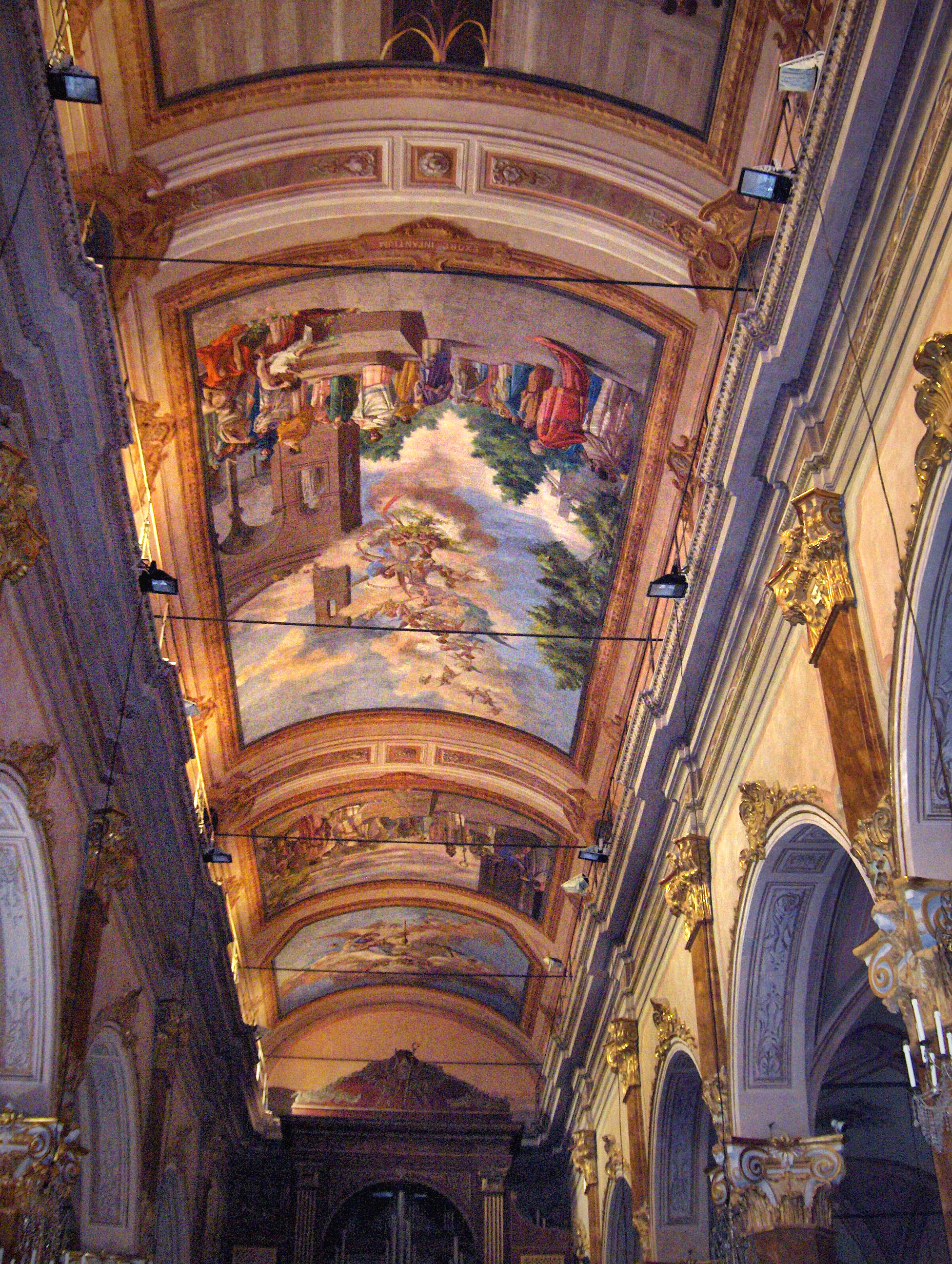
Le decorazioni pittoriche della volta centrale

### Arte e architettura
La facciata neorinascimentale del 1896 conserva un più antico portale centrale in ardesia del 1511, a lesene scanalate, raffigurante le figure di Sant'Ambrogio, Cristo e gli apostoli e l'Eterno.
Il sagrato antistante l'entrata della chiesa è stato realizzato nel 1638 e i ciottoli bianchi e grigi - nella classica realizzazione ligure del risseu - raffigurano scene e soggetti legati alla marineria.
All'interno, decorato con elementi in stile barocco e diviso in tre navate, sono conservati i dipinti del pittore Giovanni Andrea De Ferrari (Madonna, santi e anime purganti) nella parete sinistra del presbiterio, sopra un tabernacolo marmoreo del 1470.
Altri quadri sono di Giulio Benso, come Santa Lucia da Siracusa sul secondo altare della navata sinistra, e di Bernardo Castello, come la Pentecoste sul quarto altare. La volta fu affrescata dal pittore Virgilio Grana di Albenga con la raffigurazione di scene di vita del santo titolare della parrocchia, mentre nell'altare intitolato a sant'Anna - nella navata destra - è conservata una tela del pittore di Porto Maurizio Francesco Carrega.

### Organi a canne

#### Organo della controfacciata
Sulla cantoria in controfacciata, si trova un organo a canne costruito dal garessino Giuseppe Gandolfo nel 1855. Lo strumento, riformato da Zoccola nel 1925, è stato restaurato nel 1996 dalla ditta Zanin.
Lo strumento, a trasmissione integralmente meccanica, è racchiuso entro una cassa lignea neoclassica con cornicione sorretto da due lesene corinzie scanalate e mostra composta da tre cuspidi di canne di principale. La consolle, a finestra, ha due tastiere di 61 note ciascuna e pedaliera di 27 note.

#### Organo dell'abside

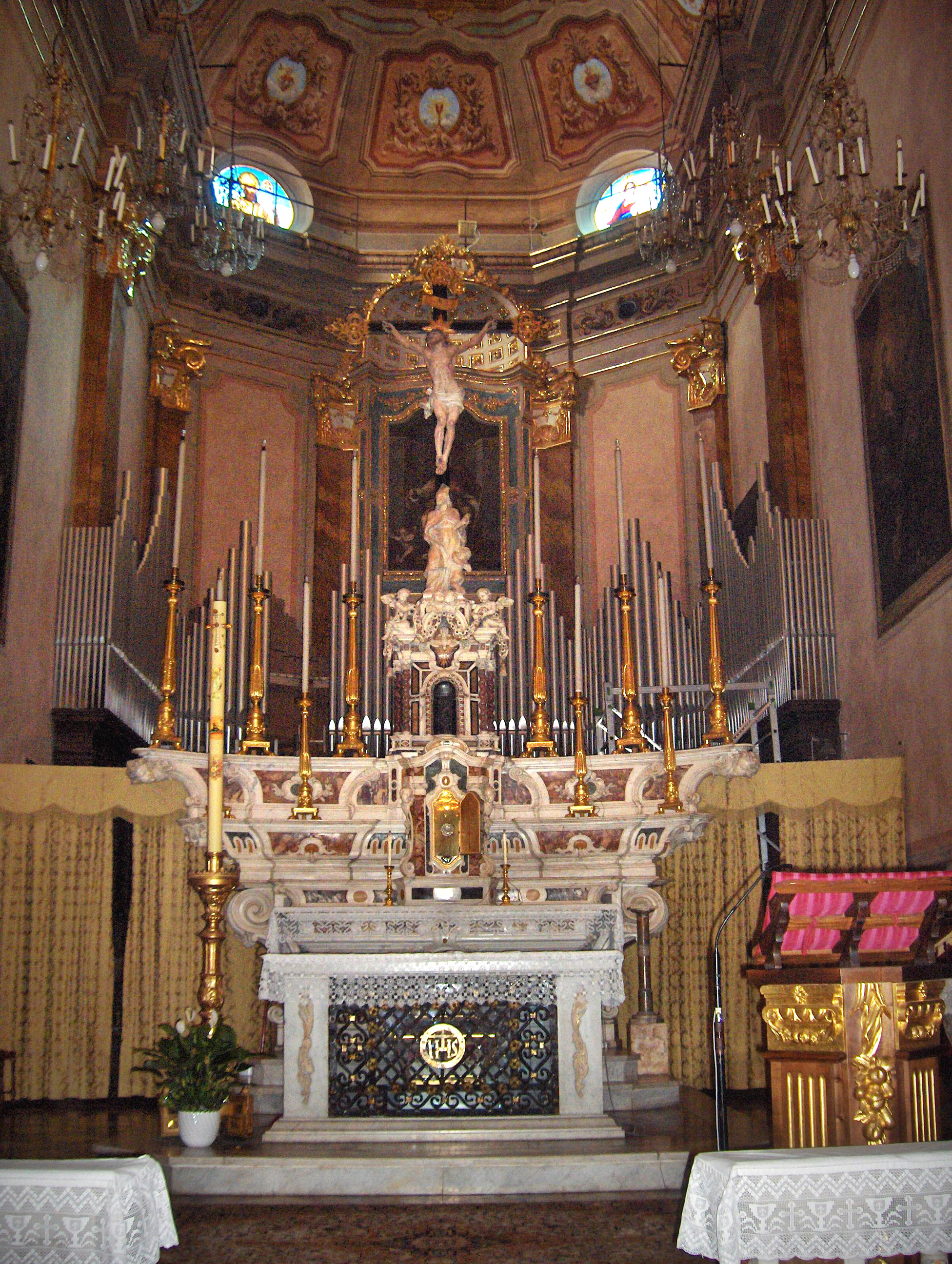
L'altare maggiore

Nell'abside, alle spalle dell'altare maggiore, si trova un secondo organo a canne, costruito nel 1960 da Giuseppe Zanin.

Lo strumento è a trasmissione elettrica ed ha due tastiere di 61 note ciascuna e pedaliera concavo-radiale di 32 note.